# Ngin Marady
Ngin Marady (Khmer: ងិន ម៉ារ៉ាឌី; sinh ngày 27 tháng 10 năm 1999), còn được gọi là Ngin Rosa (Khmer: ងិន រ៉ូសា), là một người mẫu, nữ diễn viên và nữ hoàng sắc đẹp Campuchia. Cô đã đăng quang cuộc thi Hoa hậu Hoàn vũ Campuchia 2021 và đại diện cho Campuchia tại cuộc thi Hoa hậu Hoàn vũ 2021 ở Eilat, Israel.

## Tiểu sử
Ngin sinh ngày 27 tháng 10 năm 1999 và lớn lên tại Phnôm Pênh. Cô hoạt động như một người mẫu và diễn viên chuyên nghiệp. Với tư cách là một đồng minh LGBTQ, anh ấy sử dụng nền tảng của mình để vận động chống lại sự phân biệt đối xử với cộng đồng LGBTQ. Năm 2016, Ngin bắt đầu làm việc cho Revlon Campuchia. Cô cũng là đại sứ thương hiệu của một nhãn hàng có tiếng tại Campuchia.
Ngin không phải là mới đối với thế giới của các cuộc thi hoa hậu, trước đó cô đã tham gia sự kiện Miss Cat of the City 2016 và giành được giải Best in Catwalk.

## Các cuộc thi sắc đẹp

### Hoa hậu Hoàn vũ Campuchia 2021
Vào ngày 28 tháng 10 năm 2021, Ngin cạnh tranh với 19 ứng cử viên khác tại Hoa hậu Hoàn vũ Campuchia 2021 tại Phnôm Pênh, nơi cô giành được các giải thưởng đặc biệt sau đây là Best in Swimsuit và Best in Interview. Vào cuối sự kiện, Ngin đã đăng quang Hoa hậu Hoàn vũ Campuchia 2021 bởi người có danh hiệu Sarita Reth.

### Hoa hậu Hoàn vũ 2021
Với tư cách là Hoa hậu Hoàn vũ Campuchia, Ngin sẽ đại diện cho quốc gia của cô ấy tại cuộc thi Hoa hậu Hoàn vũ 2021 ở Eilat, Israel.